# Rood darmwier
Rood darmwier (Dumontia contorta) is een roodwier uit de klasse Florideophyceae. De wetenschappelijke naam van de soort werd voor het eerst in 1850 geldig gepubliceerd door Samuel Gottlieb Gmelin als Fucus contortus.

## Kenmerken
Rood darmwier is een roodwier die maximaal 100 mm hoog kan worden, maar vaak niet hoger wordt dan 20 tot 30 cm. De thallus (plantvorm) bestaat uit een relatief korte hoofdas met daaraan vele onvertakte langere zijassen. Zowel de hoofdas als de zijtakken zijn hol van binnen. De takken zijn zacht, getordeerd/gedraaid, soms afgeplat, donker roodbruin van kleur en verbleken naar de punten toe; ze lopen duidelijk taps toe bij de kruising. De massieve hechtschijf (tot 20 mm in diameter) is het enige deel van de plant dat blijft leven. Rood darmwier komt vooral in de later winter en het vroege voorjaar tegen.

## Verspreiding en leefgebied
Het verspreidingsgebied van rood darmwier zijn de kusten van Noordwest-Europa (van Rusland tot Portugal) en van Canada tot de Verenigde Staten. De roodwier komt vooral op stenen en schelpen voor in zowel midden- tot lagere getijdenzones als in getijdenpoeltjes. Rood darmwier kan redelijk goed tegen brak water.